# Antonio Lazcano Araujo
Antonio Eusebio Lazcano Araujo Reyes (Tijuana, México, 10 de abril de 1950), más conocido como Antonio Lazcano, es un biólogo y científico mexicano especializado en biología evolutiva y en el origen de la vida. Es egresado de la Facultad de Ciencias de la Universidad Nacional Autónoma de México, donde fundó el curso y el laboratorio de Origen de la vida. Ha estudiado durante más de 35 años el origen y la evolución temprana de la vida por medio del análisis de secuencias de genes y genomas. Es miembro de El Colegio Nacional.

## Estudio y docencia
Antonio Lazcano estudió la licenciatura y el doctorado en Ciencias en la Universidad Nacional Autónoma de México y se desempeña como Profesor Titular "C" de Tiempo Completo en la Facultad de Ciencias de la misma universidad en la Ciudad de México. En esta institución centró sus intereses en la evolución temprana y en el origen de la vida o abiogénesis.
Ha trabajado también como profesor residente y científico visitante en Francia, en la Universidad de Orsay París-Sud, en el Instituto Pasteur de París, en las universidades de Alicante, Universidad Autónoma de Madrid, la Universidad de Valencia, en la Universidad de La Habana, en Italia en la Universidad de Roma, en Suiza en la ETH Zentrum de Zúrich, Rusia y en la Universidad de California en San Diego. Además ha pertenecido a varios comités de asesoría de organizaciones científicas como la NASA, en donde fue miembro del Instituto de Astrobiología de la NASA.
Presidió en dos ocasiones la Sociedad Internacional para el Estudio del Origen de la Vida (ISSOL). Fue el primer latinoamericano en ocupar este puesto que también lo ha tenido Alexander Oparin, Stanley L. Miller y J. William Schopf fueron algunos de los presidentes anteriores.
Dirige en las Islas Galápagos de forma honoraria, el Centro Lynn Margulis de Biología Evolutiva, institución dedicada a la memoria de la bióloga estadounidense Lynn Margulis, quien reformuló la teoría de la endosimbiosis. En este lugar se pretende promover la investigación, docencia y divulgación de la biología evolutiva en toda Iberoamérica. El doctor Lazcano también fue designado presidente pro témpore de la Academia Iberoamericana de Biología Evolutiva, cuyos objetivos son "incidir en que la evolución sea una materia desde la educación básica en las naciones iberoamericanas; impulsar la investigación de frontera entre grupos de alta especialización de la región, y democratizar su conocimiento a través de acervos que puedan compartirse a través de la red."
El doctor Lazcano ha dedicado grandes esfuerzos a promover, en todo el mundo, el periodismo científico y la docencia. Trabaja también en la promoción del estudio de la biología evolutiva y del origen de la vida. 

«¿Qué pasa con la vida extraterrestre? Yo siempre digo que es como la democracia: todos hablan de ella, nadie la ve».
Antonio Lazcano Araujo

## Publicaciones
Es el científico mexicano con mayor número de publicaciones en las revistas Science y Nature.
Ha publicado las siguientes obras:
- Lazcano Araujo, A. (2003). El origen del nucleocitoplasma. Breve historia de una hipótesis cambiante. En Una revolución en la evolución (A revolution in evolution), Universitat València, ISBN 978-84-370-5494-0
- Lazcano Araujo, A. (1988). La bacteria prodigiosa. Colección Biblioteca Joven. 91 pp. México: Fondo de Cultura Económica.[16]
- Lazcano Araujo, A. (2008). Alexander I. Oparin: La chispa de la vida/The Spark of Life. 112 pp. México: Pax México. ISBN 968-860-886-6, 9789688608869[17]
- Lazcano Araujo, A. (1983). El origen de la vida: evolución química y evolución biológica. 2a. ed., 107 pp., reimpr. México: Trillas ISBN 968-24-1313-3, 9789682413131 (La obra vendió 650 mil copias y llegó a ser un best-seller.)[18][19]
- autor de unos 150 trabajos de investigación publicados en revistas con arbitraje internacional[cita requerida]
- editor o coeditor de unos 16 volúmenes especializados[20]